# Ágios Nikólaos (Messénie)
Pour les articles homonymes, voir Agios Nikolaos.
Ágios Nikólaos (grec moderne : Άγιος Νικόλαος) est une localité située dans le dème du Magne-Occidental, dans le district régional de Messénie, dans la périphérie du Péloponnèse, en Grèce.
Selon le recensement de 2021, elle compte 376 habitants.

## Géographie
Le village est situé au bord du golfe de Messénie, au sud de Kardamýli.